# Bieniów (stacja kolejowa)
Bieniów – węzłowa stacja kolejowa w Bieniowie na linii kolejowej nr 275 Wrocław Muchobór – Gubinek i linii kolejowej nr 370 Zielona Góra Główna – Żary w województwie lubuskim.

## Wymiana pasażerska
| Rok  | Wymiana pasażerska na dobę |
| ---- | -------------------------- |
| 2017 | 0-9                        |
| 2023 | 10-19                      |